# Real Asociación de Hidalgos de España
La Real Asociación de Hidalgos de España es una asociación española apolítica y sin ánimo de lucro que agrupa a los nobles de España en una unidad nobiliaria de carácter nacional.
Fue fundada como Asociación de Hidalgos a Fuero de España en Madrid el 3 de noviembre de 1954 por Vicente Francisco de Cadenas y Vicent, el conde de Gaviria, el marqués de Siete Iglesias, el marqués de Zayas y el marqués de Dávila. El 25 de noviembre de dicho año se ofrece la presidencia a Fernando de Baviera y de Borbón, duque de Cádiz.
Entre sus fines destaca la realización de actividades culturales, caritativas y asistenciales además de agrupar a la nobleza española. Ya llamada Asociación de Hidalgos de España, Juan Carlos I le otorgó el título de "Real" en el año 2011.
Su emblema consiste en dos mandobles encabados en oro cruzados en aspa surmontados de corona real.
Su actual presidente es Manuel Pardo de Vera y Díaz  .

## Fines y actividades
La Real Asociación de Hidalgos de España tiene como fines: 
- Agrupar al conjunto de los nobles de España y representarlos.
- Mantener vivos y promover los valores de la hidalguía y los principios del humanismo cristiano.
- Cumplir con la obligación histórica de la Nobleza de prestar servicios a la nación, sus instituciones y ciudadanos, manteniendo un fuerte compromiso con la cultura y la historia de España.
- Mantener en todo momento y circunstancia una absoluta lealtad a la Corona, fuente de toda nobleza (salvo para la nobleza inmemorial, para la cual fue fuente de otras mercedes).

La Real Asociación de Hidalgos de España desarrolla sus actividades culturales mediante la publicación de libros de temática de Genealogía, Nobiliaria, Heráldica y ciencias afines a través de la Editorial Hidalguía, titularidad de la Real Asociación, que edita la Revista Hidalguía, decana en el mundo en su género. Además organiza ciclos de conferencias, actividades culturales y patrocina cursos universitarios a nivel nacional relacionados con estas materias. También es propietaria del Colegio Mayor Marqués de la Ensenada en la Ciudad Universitaria de Madrid. En 2011 creó el Instituto Español de Estudios Nobiliarios, entidad destinada a canalizar su actividad cultural.
El cumplimiento de las actividades caritativas y asistenciales lo realiza mediante la colaboración con entidades públicas o privadas que tengan estos fines y mediante la fundación de centros de asistencia a sectores necesitados de la sociedad como las personas mayores. Ejemplo de esto son la residencia para personas mayores Casa Solar Santo Duque de Gandía y la residencia para mayores asistidos Casa Quinta Vita Natural Durante, ambas en Madrid y propiedad de la RAHE.

## Presidentes
La Real Asociación de Hidalgos de España ha tenido siete presidentes a lo largo de su historia. En la actualidad es Manuel Pardo de Vera y Díaz. Hasta su fallecimiento en 2015 fue presidente honorario Carlos de Borbón Dos Sicilias, infante de España.
| Número | Periodo         | Presidente                                                                                     | Hechos relevantes durante su presidencia |
| I      | 1954-1958       | Fernando de Baviera y de Borbón, infante de España, duque de Cádiz, grande de España           | - Primeros años de la Asociación. - Creación del Instituto Luis de Salazar y Castro, corporación de Genealogía y Heráldica integrada en el CSIC. - Celebración en Madrid del III Congreso Internacional de Genealogía y Heráldica. |
| II     | 1958-1967       | Cristóbal Colón de Carvajal y Maroto, duque de Veragua, grande de España                       | - Creación de la primera Escuela de Nobiliaria, Heráldica y Genealogía del mundo. - Se inicia la catalogación de los pleitos de hidalguía de la Chancillería de Valladolid. - Primera piedra del Colegio Mayor Marqués de la Ensenada. - Ingresa Juan Carlos, príncipe de Asturias. |
| III    | 1967-2006       | Carlos de Borbón Dos Sicilias y Borbón-Parma, infante de España                                | - Declaración de Entidad de Utilidad Pública. - Incorporación a la Asociación de la Editorial Hidalguía. - Creación de premios culturales. - Inauguración del centro de mayores Casa Solar Santo Duque de Gandía y de la residencia Casaquinta. - Se superan los 5000 asociados inscritos desde la creación. - Ingresa Felipe, príncipe de Asturias. |
| IV     | 2006-2014       | José Antonio Martínez de Villarreal y Fernández-Hermosa, conde de Villarreal, grande de España | - Convenios con universidades y con el Ministerio de Cultura. - Comienzo de la catalogación de todos los fondos de los pleitos de hidalguía de las Reales Chancillerías de Valladolid y de Granada, además de los de la Corona de Aragón y los del Reino de Navarra. - Digitalización de todas las obras editadas por la Editorial Hidalguía. - Nueva sede social en la calle Jenner de Madrid. - Juan Carlos otorga el título de "Real" a la Asociación.                                                   |
| V      | 2014-2016       | Manuel Gullón y de Oñate, conde de Tepa, gentilhombre de Su Santidad                           | - I Congreso Internacional sobre la Nobleza. - IX Coloquio Internacional sobre Genealogía. |
| VI     | 2016-2017       | Francisco de Cadenas y Allende, conde de Gaviria                                               | |
| VII    | 2017-actualidad | Manuel Pardo de Vera y Díaz                                                                    | - II y III Congreso Internacional sobre la Nobleza. - Jornadas Farnesianas. - Nueva sede social en la calle General Arrando de Madrid. - Nueva residencia de mayores HIDALGOS TRES CANTOS - XXXIV Congreso Internacional de Genealogía y Heráldica - Convenio con la Orden de Malta - Convenio con la Orden Constantiniana de san Jorge - Premio Luis de Salazar y Castro - Premio de relato histórico Emilia Pardo Bazán - Convenio con el Archivo Histórico Nacional - Convenios con la Orden de Santiago |

## Premio Luis de Salazar y Castro
- 2021: Amelina Correa Ramón, catedrática de Literatura Española en el Departamento de Literatura Española de la Universidad de Granada (UGR)